# Караганды (Северо-Казахстанская область)
Караганды (каз. Қарағанды, до 2009 г. — Карагандинское) — село в районе Магжана Жумабаева Северо-Казахстанской области Казахстана. Административный центр Карагандинского сельского округа. Находится примерно в 45 км к юго-востоку от города Булаево, административного центра района, на высоте 129 метров над уровнем моря. Код КАТО — 593649100.

## Население
В 1999 году население села составляло 1593 человека (794 мужчины и 799 женщин). По данным переписи 2009 года, в селе проживало 1077 человек (528 мужчин и 549 женщин).

## История[5]
Совхоз был основан 15 октября 1935 года на базе седьмого отделения совхоза «Чистовский» Булаевского района. В 1939 году в селе появились новые здания — пекарня, радиоузел, почта, школа, контора и несколько жилых домов.
Мирному строительству помешала начавшаяся летом 1941 года война. Большинство мужчин ушли на фронт. Вся тяжесть легла на плечи женщин, стариков и детей. Во время войны была создана женская тракторная бригада. Недостающую технику заменяли коровы, быки, лошади.
Во время войны совхоз перешёл на выращивание коксогыза (растения, которое шло на производство резины). Наряду с коксогызом, совхоз сдавал государству зерно, мясо, молоко.
В 1949 году совхоз имел свою большую контору, почту, баню. К 1950 году увеличилась посевная площадь.
В 1960—1980-х годах в селе проживало более двух с половиной тысяч человек. Были построены благоустроенные жилые дома с необходимыми надворными постройками, приусадебными участками. В селе проживали представители более 20 национальностей. Центральная усадьба совхоза представляла собой благоустроенный озеленённый городок с комплексом культурных и бытовых учреждений.
Был построен современный Дом культуры. В селе был организован свой вокально-инструментальный ансамбль. Сельская библиотека насчитывала в фонде около 12 тысяч экземпляров документов. Действовал детский комбинат, рассчитанный на 280 детей. Работал подростковый клуб. Имелась детская музыкальная школа. Торговый центр состоял из универмага и 4-х магазинов, работающих методом самообслуживания. А также имелась столовая, баня, участковая больница, рассчитанная на 25 коек, отделение связи, Дом бытового обслуживания. Действовал водопровод.
Машинно-тракторный парк совхоза насчитывал 185 тракторов, 87 зерновых комбайнов, 72 грузовых автомобиля. Было построено два крупных животноводческих комплекса, где были созданы все условия для высокопроизводительного труда.
За годы 10-й пятилетки было произведено и сдано государству зерна, мяса, молока в объёме более шести годовых планов и получена прибыль в размере 6 млн 235 тыс. рублей.
За высокие показатели работы 85 передовиков совхозного производства были отмечены правительственными наградами. Среди них: Бунтов Виктор Иванович, Верниба Иван Фомич, Рудик Иван Дементьевич, Изотов Иван Васильевич, Железко Федор Иванович, Лучко Вера Алексеевна, Кекк Эрвин Оскарович, Айтжанов Айтбай, Шаканов Кудабай, Симутина Анна Давыдовна, Головырина Евдокия, Ларкин Николай Павлович, Новиков Николай Дмитриевич и многие другие.
За успехи в развитии сельскохозяйственного производства коллективу совхоза в 1976—1977 годах присуждалось переходящее Красное Знамя ЦК Компартии Казахстана, Совета Министров Казахской ССР, Казсовпрофа и ЦК комсомола республики. А в 1979—1980-х годах и 1981 году совхоз стал победителем Всесоюзного социалистического соревнования и был награжден Красным знаменем ЦК КПСС, Совета Министров СССР, ВЦСПС и ЦК ВЛКСМ.
В честь 100-летия со дня рождения Ленина совхоз был отмечен памятным Красным знаменем ЦК Компартии Казахстана, Совета Министров и Президиума Верховного Совета республики. Хозяйство удостоено диплома первой степени Всесоюзной выставки достижений народного хозяйства СССР.